# Melchiorre Cafà
Melchiorre Cafà, o Caffà (Birgu, 1636 - Roma, 4 de septiembre de 1667) fue un escultor maltés, máximo exponente del barroco romano.

## Biografía
Su certificado de bautismo, tiene la fecha del 21 de enero de 1636; su verdadero nombre era Marcello, pero en 1655, mientras estaba activo como escultor en Sicilia, empezó a llamarse Melchiorre. Su hermano Lorenzo Gafa fue uno de los principales arquitectos de Malta.
Cafà era ya un conocido escultor cuando llegó a Roma y entró en el taller de Ercole Ferrata, que no era exactamente su maestro, aunque lo ayudó a perfeccionar su técnica. En 1660 hizo su primer trabajo independiente, Martirio di San Eustaquio para la iglesia de Sant'Agnese in Agone, encargado por el príncipe Camillo Francesco Maria Pamphili.
El papa Clemente IX lo invitado a hacer una estatua de Santa Rosa de Lima, que fue transportada al Perú en 1670 y ahora se conserva en la Basílica del Rosario en Lima.
En 1662 fue nombrado miembro de la Academia de San Lucas, llegando con el tiempo a ser elegido director en 1667, pero declinó el honor. Supuestamente, él era un amigo íntimo del pintor Giovanni Battista Gaulli. Cafà murió el 4 de septiembre de 1667 en un accidente durante la fundición de San Pedro, mientras trabajaba en las decoraciones para el altar de la Iglesia de San Juan en La Valeta.